# Mohyla míru

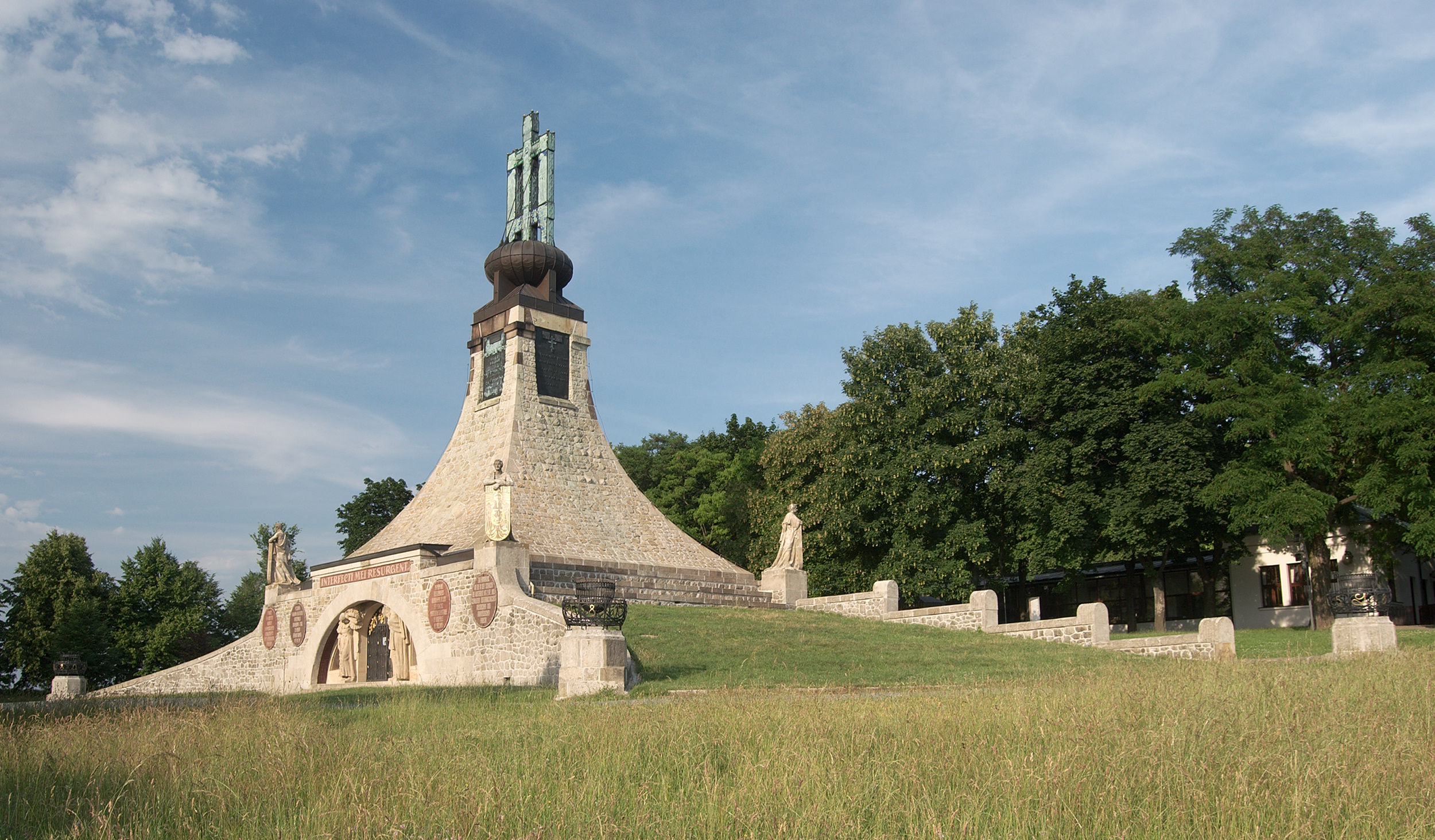
Mohyla míru

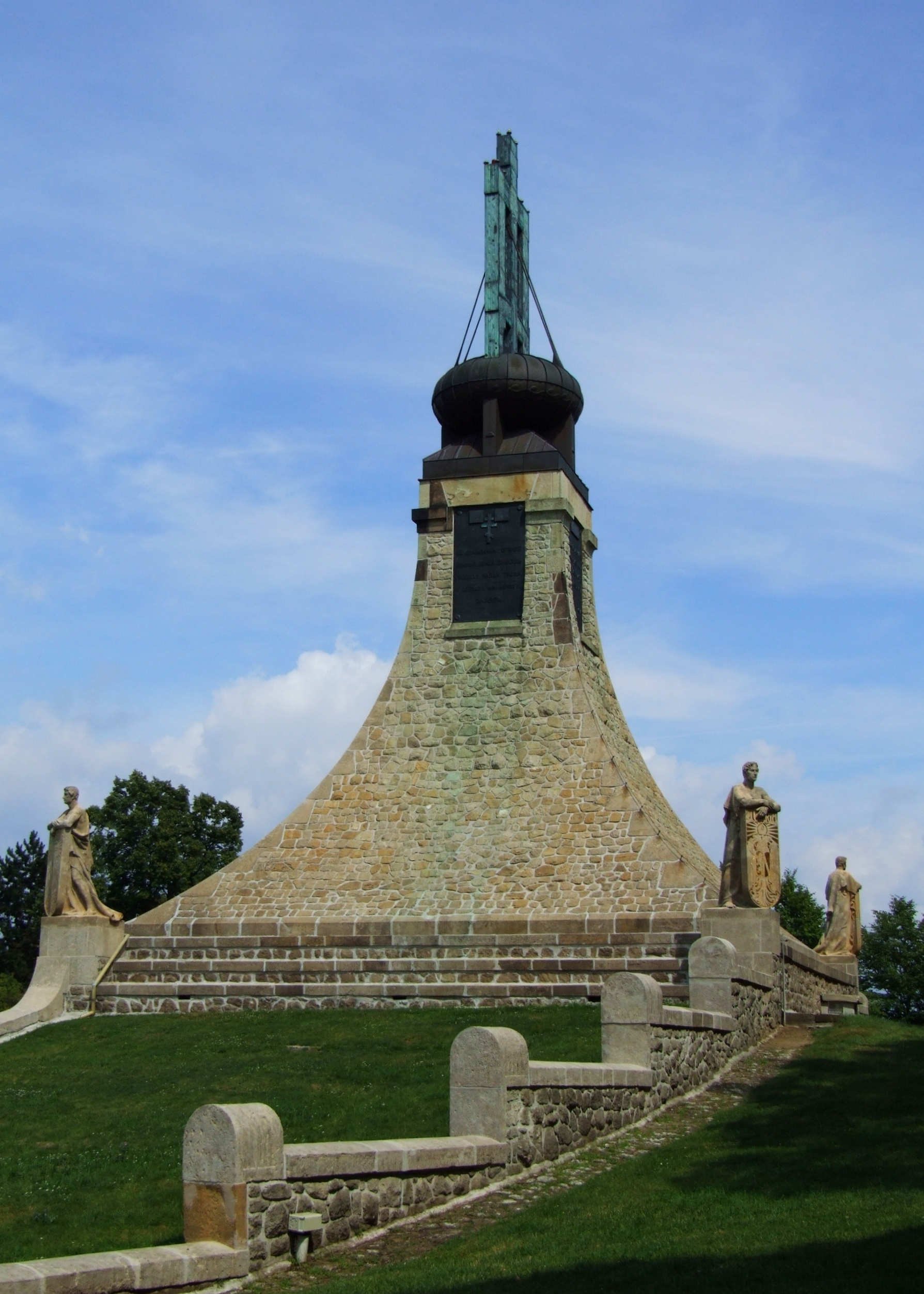
Mohyla míru od jihu

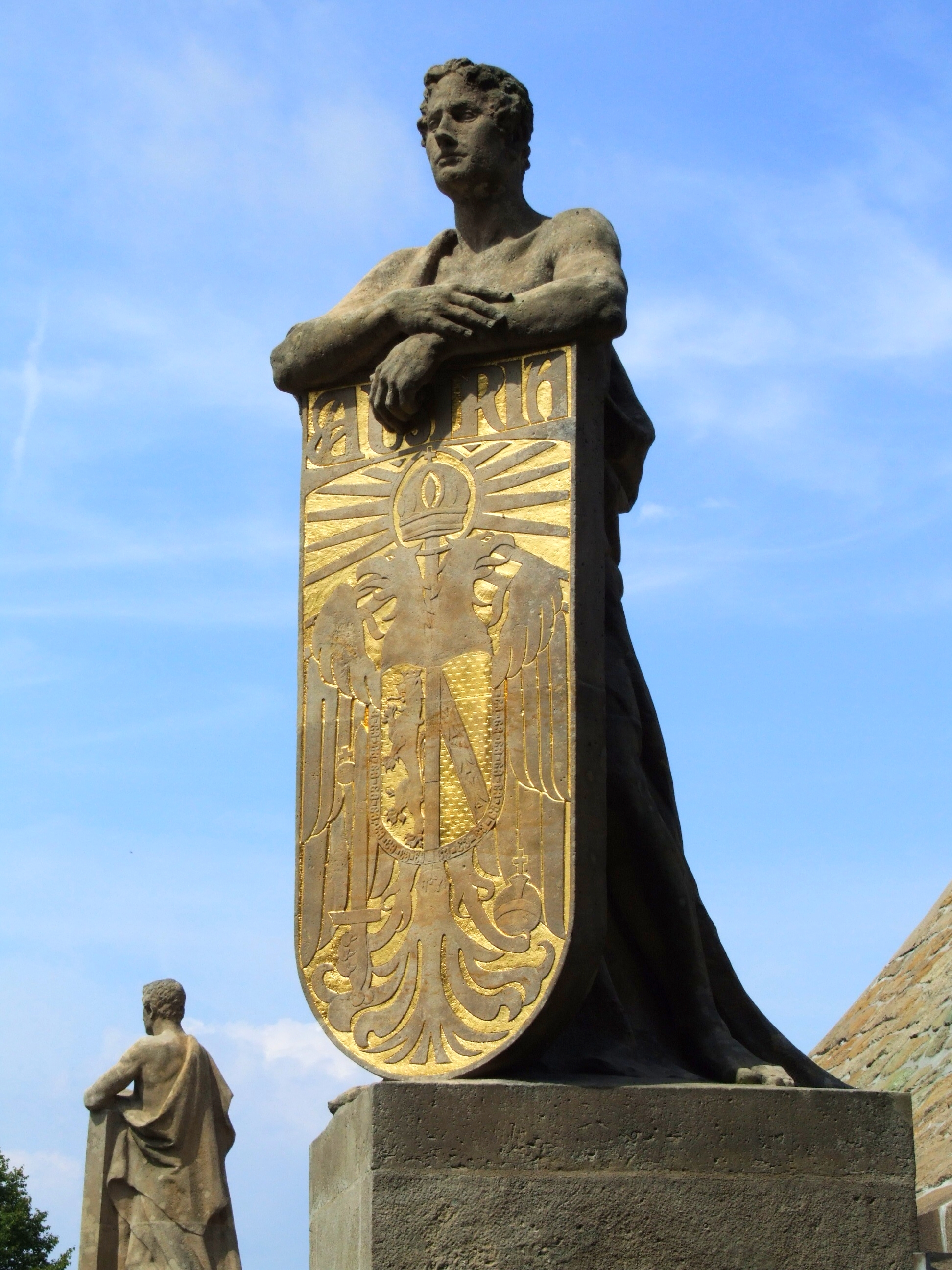
Rakouský štítonoš

Mohyla míru je první mírový památník v Evropě. Historicky je spojena s bitvou u Slavkova a stojí na Prackém kopci asi kilometr jižně od obce Prace, v místě rozhodujícího vítězství Francouzů nad Rusy a Rakušany. Je chráněna jako kulturní památka České republiky.

## Historie
Mohyla míru vznikla mezi lety 1910 a 1912. Iniciátorem stavby byl vlastenecký brněnský kněz a středoškolský učitel Alois Slovák. Navrhl ji český architekt Josef Fanta, postavil ji Otakar Nekvasil, umělecko-řemeslné prvky realizoval Franta Anýž a skulpturální výzdobu provedl sochař Čeněk Vosmík. Výstavba byla financována zejména z veřejných sbírek a darů, částečně také z příspěvků vládních a dalších institucí Rakouska-Uherska, Ruska a Francie. Otevření památníku a vysvěcení kaple bylo odloženo kvůli první světové válce, plánovalo se na rok 1914, ale proběhlo až roku 1923.
V roce 1964 byl památník zapsán do státního seznamu kulturních památek, v roce 1992 se stal součástí krajinné památkové zóny bojiště bitvy u Slavkova. V roce 2003 se stal vlastníkem památníku Jihomoravský kraj.

## Architektura
Budova je realizována v secesním stylu a zpodobňuje staroslovanskou mohylu. Stavba je vybudována z lomového kamene a tvoří ji čtyřboký komolý jehlan, vysoký přes 26 metrů. Zakončena je 10 metrů vysokým měděným starokřesťanským křížem spočívajícím na zeměkouli (geoidu) a zdobeným reliéfními motivy ukřižovaného Krista, Boha Otce, Panny Marie, svatého Jana a Adamovy hlavy. Pelikán na zadní straně kříže symbolizuje Vykupitele. Doplněna jsou jména čtyř evangelistů Matouše, Marka, Lukáše a Jana. Čtyři štítonoši v rozích stavby jsou díla sochaře Čeňka Vosmíka a jejich štíty symbolizují Francii, Rakousko, Rusko a Moravu, na jejímž území k bitvě došlo.
Tabule s nápisy, umístěné na čelní straně památníku po stranách vstupu, ve francouzském, německém, ruském a českém jazyce připomínají padlé všech národů. Nad vchodem do kaple, který lemuje sousoší truchlící matky a nevěsty, jsou vytesána slova starozákonního proroka Izajáše „Interfecti mei resurgent“ (tj. Moji mrtví opět povstanou). Tabule s nápisy umístěné pod vrcholem památníku původně obsahovaly úryvky z latinského hymnu Dies irae, později byly nahrazeny jinými, které vyjadřují poslání památníku: „Mohyla míru bojuje na světovém bojišti za světový mír“, dále uvádějí slova prvního československého prezidenta T. G. Masaryka „Ne násilím, ale smírně, ne mečem, ale pluhem, ne krví, ale prací, ne smrtí, ale životem k životu...“ a v ruštině a francouzštině obsahují modlitbu „Odpočinutí lehké dej jim, ó Pane, a světlo věčné ať jim svítí!“.
Uvnitř památníku se nachází čtvercová 10 x 10 metrů velká kaple s oltářem z mramoru a mozaikou s adorujícími anděly. Pod podlahou kaple je umístěno ossarium neboli kostnice, v níž jsou uloženy ostatky nalezené na území slavkovského bojiště. Zaklenutí čtvercové kaple vytváří pozoruhodnou akustiku – šepot v jednom rohu je v protilehlém rohu slyšet ve stejné hlasitosti (diagonální akustika).

## Areál muzea
Nedaleko památníku se nachází objekt Muzea Brněnska s expozicí bitvy tří císařů. Muzeum zde bylo otevřeno ve 20. letech 20. století na místě původního strážního domku. Před dvoustým výročím bitvy v roce 2005 byla otevřena nová, multimediální podoba stálé expozice. V roce 2010 byl za stávajícím objektem otevřen nově přistavěný pavilon, zahloubený a zčásti zasypaný zeminou, se stálou expozicí Fenomén Austerlitz, shrnující výstavbu památníku i dvousetleté tradice vzpomínkových akcí na bojišti.
Vedle muzejního pavilonu byl v roce 1995 odhalen pomník rakouské brigádě generálmajora Františka Jirčíka, která se vyznamenala při obraně tohoto návrší během bitvy a jejíž velitel byl zde raněn a tři dny nato v Uherském Hradišti svým zraněním podlehl. Před muzeem je umístěna replika rakouského tříliberního děla systému Liechtenstein, vzor 1753, kterou rovněž v roce 1995 věnovali členové historické jednotky Baterie Austerlitz.
V letech 2002 až 2005, předcházejících 200. výročí bitvy, byly v okolí Mohyly míru postupně vysázeny čtyři pamětní stromy: lípa připomínající iniciátora památníku Aloise Slováka a dále francouzský dub, ruská bříza a rakouský buk.